# Rainulf Drengot
Rainulf Drengot (auch Ranulph, Ranulf oder Rannulf; † Juni 1045) war ein normannischer Abenteurer und der erste Graf von Aversa (1030–1045). Seine Familie stammte aus Les Carreaux in der Nähe von Avesnes-en-Bray, östlich von Rouen im Département Seine-Maritime.

## Leben
Als Rainulfs Bruder Gilbert Buatère des Landes verwiesen wurde, gingen die beiden zusammen mit ihren Brüdern Osmond, Raulf und Asclettin, dem späteren Grafen von Acerenza, auf eine Wallfahrt zum Grab des Erzengels Michael auf dem Monte Sant’Angelo im byzantinischen Katepanat von Italien. Sie führten 250 Krieger mit sich – andere Exilanten, nicht erbberechtigte jüngere Brüder und andere Abenteurer.
Im Jahre 1017 erreichten sie Unteritalien, wo zu dieser Zeit praktisch anarchische Zustände herrschten. 1017–1019 nahmen sie am Langobardenaufstand unter Meles von Bari gegen die byzantinischen Lehnsherren teil. Das erste Zusammentreffen mit dem byzantinischen Katepan Basilios Boioannes bei Cannae endete für die Normannen in einer Katastrophe. Rainulfs Bruder Gilbert wurde getötet und ihre Truppen wurden stark geschwächt. Rainulf konnte sich danach als unumstrittener Führer durchsetzen und zog sich mit dem Rest nach Kampanien zurück. Dort verlagerten sie sich darauf, Pilger, die sich auf dem Wege zum Heiligenschrein des Erzengels Michael befanden, gegen entsprechende Bezahlung vor Plünderung durch andere Wegelagerer zu schützen.
Rainulf war 1024 Anführer der normannischen Söldner in der Grafschaft Comino, dann Parteigänger von Waimar IV. von Salerno und wenig später von Pandulf IV. von Capua. Der häufige Parteiwechsel zeigt deutlich das normannische Selbstverständnis als eine kampfkräftige Söldnertruppe.
Für Rainulfs Wechsel auf die Seite von Herzog Sergius IV. von Neapel gab ihm dieser um 1029/30 seine Schwester zur Frau und übertrug ihm die im Grenzgebiet gegen Capua gelegene Grafschaft Aversa. Damit begann eine eigene normannische Herrschaftsbildung. Die Grafschaft Aversa war in der Folgezeit Anlaufstation für die verstärkt nach Unteritalien einwandernden Normannen. Nach dem Tod seiner Frau wechselte Rainulf auf die Seite Pandulfs IV. von Capua und heiratete dessen Nichte, die Tochter des Herzogs von Amalfi. Er dehnte sein Territorium auf Kosten der Abtei von Montecassino aus. Nach einem neuerlichen Frontwechsel auf die Seite von Waimar V. von Salerno wurde er im Mai 1038 in Capua von Kaiser Konrad II. mit der Grafschaft Aversa belehnt. Das bedeutete die Anerkennung der normannischen Herrschaft in Unteritalien.
Nach der Zerschlagung der byzantinischen Truppen im Jahre 1038 erklärte sich Rainulf selbst zum Fürsten, um so seine Unabhängigkeit von Neapel und von seinen ehemaligen langobardischen Verbündeten deutlich zu machen. Er eroberte das Fürstentum von Capua. Der Zusammenschluss dieser beiden Gebiete zum größten Gemeinwesen in Süditalien wurde von Konrad II. gebilligt. Um 1041 erhielt Rainulf I. Drengot von Waimar V. für seine Unterstützung das Herzogtum Gaeta. Ab 1040 war Rainulf I. entscheidend an der Eroberung der byzantinischen Gebiete in Apulien und Kalabrien durch die Normannen beteiligt. 1042, nach dem Sieg seines normannischen Verbündeten Wilhelm von Hauteville, wurden ihm bei der Verteilung der eroberten bzw. noch zu erobernden Gebiete in Unteritalien Siponto und der Gargano zugesprochen, der Kern der späteren Grafschaft Monte Sant’Angelo.
Nach seinem Tode im Juni 1045 trat sein Neffe Asclettin, Sohn seines Bruders Asclettin von Acerenza, seine Nachfolge an.
Die Historiker Amatus von Montecassino und Wilhelm von Apulien sind zwei zeitgenössische Quellen für das Leben des Rainulf von Drengot.